# Barclay Hope
Barclay Hope (ur. 25 lutego 1958 w Montrealu, Kanada) – kanadyjski aktor.
Znany z serialu telewizyjnego Czynnik PSI z roli Petera Axona. Odtwarzał role wojskowych w serialach sci-fi: pułkownika Lionela Pendergasta w Gwiezdne wrota (Stargate SG-1) i generała Mansfielda w Eureka.
Jest bratem aktora Williama Hope. Jego żoną jest aktorka Lindsay Collins.

## Filmografia
- 1983-1984: Hangin' In jako Kent/Monty/Scott
- 1986: The Last Season jako Tom Powers
- 1986: Cena zauroczenia (The High Price of Passion jako 1. oficer
- 1987: serial TV Friday the 13th jako Lloyd
- 1988-1989: Ramona jako Wujek Hobart
- 1990: serial TV Friday the 13th jako Steve Wells
- 1990: serial TV War of the Worlds jako M.P.
- 1992: Nocny łowca (Forever Knight) jako Roger Jameson
- 1993-1994: serial TV Street Legal jako Mike Hayden
- 1996: Zatrzymane chwile (Remembrance) jako doktor Beech
- 1996-2000: Czynnik PSI (PSI Factor: Chronicles of the Paranormal) jako Peter Axon
- 2000: Szkoła uwodzenia 2 (Cruel Intentions 2) jako pan Felder
- 2000: Potęga miłości (Range of Motion) jako Jay Berman
- 2001: O Osmondach inaczej (Inside the Osmonds) jako Jack Regas
- 2003: Dziewczyna żołnierza (Soldier’s Girl) jako sierżant Howard Paxton
- 2003: miniserial Battlestar Galactica jako pilot transportowca
- 2003: Zapłata (Paycheck) jako Suit
- 2004: Super święta (Too Cool for Christmas) jako Stan Dearborn
- 2004-2005: Słowo na L (The L Word) jako Bert Gruber
- 2004-2006: Gwiezdne wrota (Stargate SG-1) jako pułkownik Lionel Pendergast
- 2005: Wydział do spraw specjalnych (Cold Squad) jako dr Evan Moss
- 2007: Nie z tego świata (Supernatural) jako profesor Cox
- 2003-2007:  Tajemnice Smallville (Smallville) jako doktor
- 2007: Podróżnik (Traveler) jako Joseph
- 2006-2010: Eureka (Eureka) jako generał Mansfield
- 2008: Charlie & Me jako dr Robert Graham
- 2008: Morderstwo po drugiej stronie (On the Other Hand, Death) jako Carl Deems
- 2010: Hellcats jako ojciec Savannah
- 2011: Paragraf Kate (Fairly Legal) jako Joe Riley
- 2011: Sanktuarium (Sanctuary) jako Security Force Cmmander
- 2011: Oszukać przeznaczenie 5 (Final Destination 5) jako dr Leonetti
- 2012: Słyszący myśli (The Listener) jako Thomas Vallance
- 2013: Cedar Cove jako senator Pete Raymond
- 2013: Mściciel z Wall Street (Bailout: The Age of Greed) jako Ian Marwood
- 2014: Czarownice z East Endu (Wiches of East End) jako Will Hutton
- 2014-2015: Dawno, dawno temu (Once upon a Time) jako ojciec Lily
- 2015: Wiek Adaline jako Stanley Chesterfield
- 2015: iZombie jako James Sparrow
- 2015: Miasteczko Wayward Pines (Wayward Pines) jako Brad Fisher
- 2016-2017: Przebudzony (Shut Eye) jako mąż Nadine
- 2017-2021: Riverdale jako Clifford Blossom
- 2018: Ocaleni jako gen. Wallace
- 2018: Colony jako Sal
- 2019: Unspeakable jako dyr. Southwood
- 2017-2019: Darrow & Darrow jako Raymond
- 2019: Historia Kopciuszka: Świąteczne życzenie (A Cinderella Story: Christmas Wish) jako Terrence Wintergarden
- 2020: Czarowna bransoletka (A Little Christmas Charm) jako Sam Hayes
- 2020-2022: Upload jako Oliver Kannermann
- 2021-2022: Chesapeake Shores jako Carter Milburn
- 2022: Pod sztandarem nieba (Under the Banner of Heaven) jako Rick Belnap
- 2022: Fire Country jako Pascal